# وولپه
وولپه (به فرانسوی: Voulpaix) یک کامین در فرانسه است که در پیکاردی واقع شده‌است.

## خصوصیات
وولپه ۱۱٫۵۵ کیلومترمربع مساحت و ۳۹۶ نفر جمعیت دارد و ۱۹۰ متر بالاتر از سطح دریا واقع شده‌است.